# Звездодраг
Звездодраг је мушко старо словенско име, настало спајањем речи „звезда“ и „драг“, по узору на имена типа Миодраг, Кумодраг итд. Од овог имена је изведено име Звездан. У новије време се ретко среће.